# 毛利高直
毛利 高直（もうり たかなお）は、江戸時代前期の大名。豊後国佐伯藩の第3代藩主。官位は従五位下・伊勢守。

## 略歴
寛永7年（1630年）、豊後国佐伯藩第2代藩主・毛利高成の長男として誕生。幼名は市三郎。
父の死から翌年の寛永9年（1632年）、4歳で家督を継いだ。ところが幼少だったため、伯父（高成の庶兄）の高定（高明）を擁立する一派が現われた。一派の中心人物は初代藩主高政の弟で大叔父にあたる毛利吉安で、一門衆として知行2000石は家中随一の大禄だった。一時は御家騒動にまで発展したが、この争いは高直派が勝利した。敗れた吉安は潔しとせず、自らの領知を幕府に返上して旗本となる。高定も300俵の旗本に召抱えられた。
高直は幕府の命を受けて内裏の普請を務めている。また、幼少で藩主となったため、家老の並河信吉、磯部三左衛門らの補佐を受けたが、その並河の一族と磯部が藩政の主導権をめぐって対立するなど、藩政は多難を極めた。
寛文4年（1664年）8月3日、35歳で死去し、跡を長男高重が継いだ。法号は長川院。

## 系譜
父母
- 毛利高成（父）
- 佐久間安政の三女（母）

正室
- 牧野信成の娘

子女
- 毛利高重（長男）
- 戸田忠真正室